# Diocesi di Cabasa
La diocesi di Cabasa (in latino Dioecesis Cabasitana) è una sede soppressa e sede titolare della Chiesa cattolica.

## Storia
Cabasa, identificabile con Chahbas-Esch-Choada, è un'antica sede episcopale della provincia romana dell'Egitto Secondo nella diocesi civile d'Egitto e nel patriarcato di Alessandria.
Di questa antica sede episcopale sono noti i nomi di due vescovi: Teopempto, che prese parte ai concili celebrati ad Efeso nel 431 e nel 449; e Macario, che figura tra i presenti al concilio di Calcedonia del 451.
Dal XIX secolo Cabasa è annoverata tra le sedi vescovili titolari della Chiesa cattolica; dal 14 giugno 2019 il vescovo titolare è Hani Bakhoum Kiroulos, vescovo di curia del patriarcato di Alessandria dei Copti.

## Cronotassi

### Vescovi greci
- Teopempto † (prima del 431 - dopo il 449)
- Macario † (menzionato nel 451)

### Vescovi titolari
- Patrick William Riordan † (17 luglio 1883 - 21 dicembre 1884 succeduto arcivescovo di San Francisco)
- William Bernard Ullathorne, O.S.B. † (27 aprile 1888 - 21 marzo 1889 deceduto)
- Gaudenzio Bonfigli, O.F.M. † (19 agosto 1890 - 6 aprile 1904 deceduto)
- Jules-Victor-Marie Pichon † (13 ottobre 1904 - 18 dicembre 1919 confermato vescovo di Les Cayes)
- Alexis Lemaître, M.Afr. † (28 luglio 1920 - 20 febbraio 1922 succeduto arcivescovo di Cartagine)
- José Othón Núñez y Zárate † (17 marzo 1922 - 18 maggio 1922 succeduto arcivescovo di Antequera)
- Honoré-Paul-Emile Halle † (23 giugno 1922 - 30 agosto 1934 deceduto)
- Prudencio Contardo Ibarra, C.SS.R. † (15 dicembre 1934 - 17 marzo 1950 deceduto)
- Patrick Francis Lyons † (8 marzo 1950 - 16 giugno 1957 succeduto vescovo di Sale)
- David Francis Hickey, S.I. † (1º agosto 1957 - 24 agosto 1973 deceduto)
- Toma Adly Zaki (10 aprile 2018 - 25 marzo 2019 nominato eparca di Giza)
- Hani Bakhoum Kiroulos, dal 14 giugno 2019